# Jókai Egyesület
Jókai Közművelődési és Múzeum Egyesület röviden Jókai Egyesület, kulturális egyesület volt Komáromban 1911-től az 1947-es állami feloszlatásáig.

## Története
Alapy Gyula javaslatára 1911-ben a Komárom vármegyei és városi "Muzeum-Egyesület"-et egyesítették a Közmívelődési Egyesülettel és a Vármegyei Könyvtárral, így létrejött a Jókai Mór nevét viselő egyesület. Tevékenységét változó intenzitással hivatalosan az 1947-es megszüntetéséig fejtette ki a városban. Jókai Mór emlékének ápolásával és kulturális tevékenységgel foglalkozott.
1913 novemberében felavatták a Kultúrpalotát és a következő év áprilisában nyitották meg benne a múzeum kiállításait. Az épületben volt a levéltár is. A tevékenység az államfordulat alatt szünetelt, Baranyay Józsefet ugyanis internálták, majd 1919 őszén felújították azt. Kultúrháza, múzeuma, könyvtára, szépművészeti osztálya volt. Számos előadást és kulturális akciót rendeztek. Vezetésében keresztény-nemzeti szellem uralkodott.
Vezetői közé tartoztak: Alapy Gyula, Erdélyi Pál, Hajdú Lukács, Fülöp Zsigmond, Szombathy Viktor, Baranyay József, Borka Géza, Gaál Gyula. 
Jókai Mór szobrára gyűjtött pénzt hadikölcsönökbe fektették, így az az első világháború elvesztése folytán elúszott. 1937-ben közadakozásból sikerült felállítani Jókai szobrát, melynek alkotója Berecz Gyula volt. A szobrot alkotói pályatervek közül választották ki, az alapkőletételnél Milan Hodzsa miniszterelnök is jelen volt és magyar nyelvű beszédet mondott.
Az egyesület együttműködött a Szlovenszkói Magyar Kultúregyesülettel. Tevékenysége az 1930-as évek végén kibővült, a következő szakosztályai voltak: múzeumi, irodalmi, közművelődési, képzőművészeti, zeneművészeti, könyvtári. Legnagyobb országos rendezvénye az 1925. évi Jókai-emlékünnepély volt. Tevékenysége még 1939-1944 között is folyt, de az 1945 utáni jogfosztás idején beszüntették.
1947-ben a Jókai Egyesületet feloszlatták, a Kultúrpalotát lefoglalták az állam javára, az épület akkor a Matica slovenská tulajdonába került.
Szénássy Zoltán kezdeményezésére 2000-ben Jókai Egyesület néven polgári társulásként felélesztették. Kezdeményezője tiszteletbeli elnök, vezetője pedig Keszegh Margit lett.

## Kiadványai
- Új egyesületi évkönyv Komárom néven 1913-ban indult, Alapi főtitkár, egyben múzeum- és könyvtárigazgató szerkesztésében csupán 1916-ig amikor is a világháborús események miatt leállt a kiadása. Összesen 4 évfolyam jelent meg.
- 1925 Jókai-emlékkönyv – Jókai Mór születésének százados évfordulója alkalmából. Komárom. Szerk. Alapy Gyula – Fülöp Zsigmond.

### Vezetői
1. Jogelőd szervezetek:

- 1900- Szombathely Győző (1830-1916) elnök

1. Jókai Egyesület:

- 1911–1922 Beöthy Zsolt
- 1911–1921 Tuba János társelnök
- 1922–1945 Szijj Ferenc

### Titkárai
- 1912–1931 között Alapi Gyula főtitkár
- 1931–1936 között Szombathy Viktor a múzeumi osztály titkára
- Borka Géza az irodalmi osztály titkára
- Fülöp Zsigmond
- Gosztonyi Nándor